# Randia cookii
Randia cookii är en måreväxtart som beskrevs av Paul Carpenter Standley. Randia cookii ingår i släktet Randia och familjen måreväxter. Inga underarter finns listade i Catalogue of Life.